# Ruschia aspera
Ruschia aspera är en isörtsväxtart som beskrevs av L. Bol. Ruschia aspera ingår i släktet Ruschia och familjen isörtsväxter. Inga underarter finns listade i Catalogue of Life.